# Koumbia (Mali)
Pour les articles homonymes, voir Koumbia.
Koumbia est une localité et une commune rurale du Mali de l'arrondissement de Boura, dans le cercle de Yorosso et la région de Koutiala.

## Villages
La commune s'étend sur 12 localités relevées lors du recensement général de 2009. 
Les villages les plus peuplés sont :
- Marena (8 240 habitants)
- Dorosso (3 283 habitants)
- Koumbia (3 029 habitants)

En 2023, la loi 2023-007 attribue à la commune 12 villages, fractions ou quartiers  :
- Koumbia
- Sinde
- Ouyasso
- Bagadina
- Ourasso
- Tebere
- Ouakoungo
- Dhe
- Barena
- Vanekuy
- Marena
- Niasso